# Seligeria recurvata
Seligeria recurvata ist eine Moosart der Ordnung Grimmiales.

## Merkmale
Die Stämmchen sind zwei Millimeter hoch, gabelästig und schraubig beblättert. Sie stehen herdenweise oder bilden Rasen. Die oberen Blätter haben einen eilanzettlichen hohlen Grund und sind in eine lange, spitze Pfrieme ausgezogen. Die unteren Blätter sind länglich lanzettlich. Die Zellen der Blattspitze sind kurz rechteckig oder quadratisch.
Die Seta ist strohgelb, zunächst herabgezogen, erst später aufrecht, die Kapsel hat ein Peristom.

## Verbreitung
Die Art kommt in Europa und Nordamerika vor. In Deutschland ist sie in den Mittelgebirgen und in den Alpen zerstreut zu finden. Sie wächst an feucht-schattigen, kalkhaltigen Felsen und an Kalk-Mauern.

## Belege
- Jan-Peter Frahm, Wolfgang Frey: Moosflora (= UTB. 1250). 4., neubearbeitete und erweiterte Auflage. Ulmer, Stuttgart 2004, ISBN 3-8252-1250-5.